# Shara Hughes

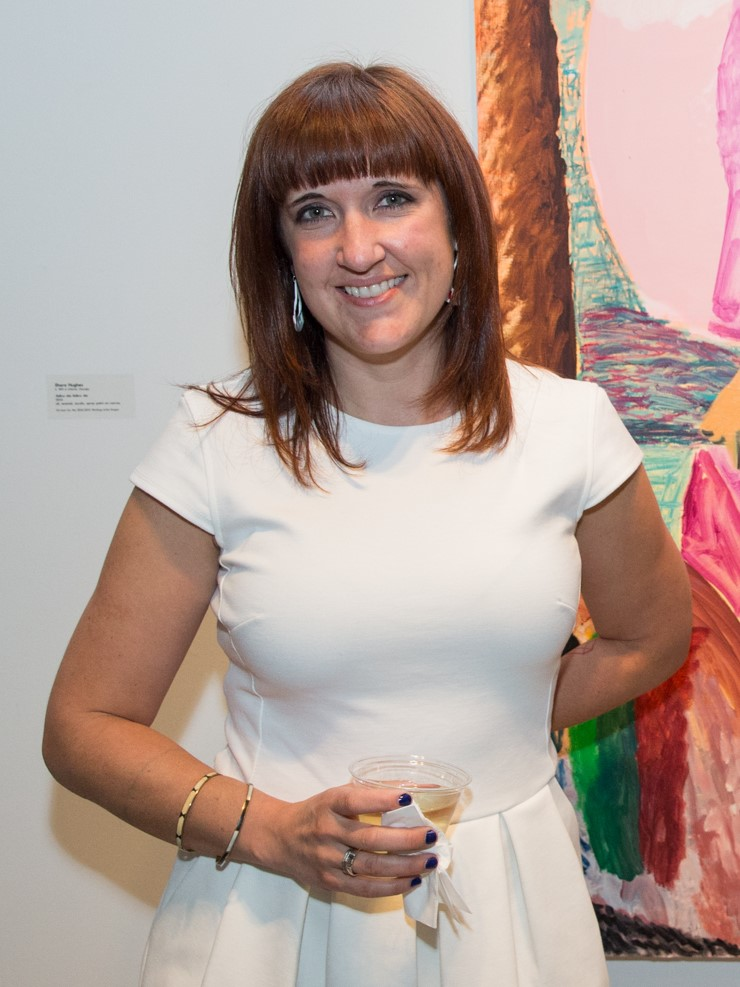
Die Künstlerin Shara Hughes, 2014

Shara Hughes (* 1981 in Atlanta, Georgia) ist eine amerikanische Malerin und eine der gefragtesten Künstlerinnen der Gegenwart.

## Biografie
Shara Hughes wurde 1981 in Atlanta, Georgia, geboren. Sie studierte Malerei an der Rhode Island School of Design, wo sie 2004 einen BA erlangte. Nach dem Abschluss nahm sie an Residenzen im Anderson Ranch ARts Center, Snowmass, dem Vermont Studio Center, Johnson und im OxBow in Saugatuck teil. Ihre erste Einzelausstellung folgte in Rivington Arms in 2007. Hughes verbrachte 2008 und 2009 zwei Sommer in Dänemark im Studio der Galerie Mikael Andersen und bereitete Arbeiten für Ausstellungen in Skandinavien und Berlin vor. Danach zog sie zurück in ihre Geburtsstadt Atlanta. 2011 studierte Hughes an der Skowhegan School of Painting and Sculpture. In Atlanta hatte sie zwei Einzelausstellungen im Atlanta Contemporary Arts Center 2013 und im MOCA GA 2014, im gleichen Jahr belegte sie Kurse am Atlantic Center for the Arts.
Shara Hughes lebt und arbeitet in Brooklyn.

## Werk
Bis 2014 malt Shara Hughes vorwiegend Interieurs, die narrativ und symbolistisch aufgeladen sind. Sie beginnt jedes Werk mit dem Titel, der eine Phrase oder eine Idee enthält, und malt anschließend vom Titel geleitet Architekturen und Objekte. Als sie sich der Landschaftsmalerei zuwendet, verändert sich ihre Methodologie: Ohne konkrete Idee eines Motivs beginnt sie auf der weißen Leinwand zu malen. Der Farbauftrag erfolgt durch gießen, spritzen, sprühen oder auch tropfen und kratzen. Die Titel kommen nun am Ende das Malprozesses dazu, haben also keinen Einfluss mehr auf die Motivwahl. Hughes selbst bezeichnet ihre üppig-bunten, dynamischen Bilder von Hügeln, Bäumen, Flüssen und Küsten, die oft von abstrakten Elementen gerahmt sind, als „erfundene Landschaften.“ Andrew Russeth nennt ihre Arbeiten auch „fluide Improvisationen“; Mia Locks sieht in Hughes intuitiver Malerei, die auf ambivalente Weise ein traditionelles Genre bedient und dieses gleichzeitig unterläuft, einen feministischen Ansatz.
An der Whitney Biennale 2017 ist ein ganzer Raum den lebendigen imaginierten Landschaftsbildern von Shara Hughes gewidmet.
Im Rahmen der Evening Auction am 2. März 2022 bei Sotheby’s wurde ihr Werk Naked Lady für über 2,4 Millionen Euro versteigert und stellt für die Künstlerin somit einen neuen Preisrekord dar.

## Sammlungen
Werke von Shara Hughes sind in folgenden Sammlungen: Whitney Museum of American Art, New York; Metropolitan Museum of Art, New York; Museum of Contemporary Art, Georgia; Denver Art Museum und Smithsonian American Art Museum.

## Einzelausstellungen
- 2022: Shara Hughes. Time Lapsed, Kunstmuseum Luzern
- 2021: Return of light, Galerie Eva Presenhuber, Zürich
  - Shara Hughes, Garden Museum, London
  - Shara Hughes, Contemporary Art Museum St. Louis
  - Shara Hughes, YUZ Museum, Shanghai
  - Shara Hughes, Aspen Art Museum, Aspen
- 2020: Shara Hughes: Pivot, Le Consortium, Dijon
- 2018: Galerie Eva Presenhuber, Zürich
  - Sun Salutations, Newport Art Museum
  - Sticks and Stones, Berggruen Gallery, San Francisco
  - Bold Suns, SOCO Gallery, Charlotte
- 2017: Same Space Different Day, Rachel Uffner Gallery, New York
  - Mind Bender, Baldwin Gallery, Aspen
  - Lamenting, Sighing, Weeping, Gallery Met, Metropolitan Opera, New York
- 2016: Big Intimates, Ornis A. Gallery, Amsterdam
  - Wherever You Go, There You Are, 39 Great Jones, New York
  - Here and There, One River School, Englewood
  - Trips I've never Been On, Marlborough Chelsea, New York
- 2015: Far Out, American Contemporary, New York
- 2014: Guess You Had To Be There, MOCA GA, Atlanta
  - Midnight Snacks, Institute 193, Lexington
- 2013: Don't Tell Anyone But..., Atlanta Contemporary Arts Center, Atlanta
- 2012: See Me Seeing Me, American Contemporary, New York
  - WE USE THESE THINGS, Sculptures and installations, P-r-i-m-e-t-i-m-e, Brooklyn
- 2011: Shara Hughes, Metroquadro, Rivoli
- 2010: Show Me, Because You Can't See, Museum 52, London
- 2009: If You're a Mess, I'm a Mess, Galerie Mikael Andersen, Berlin
  - Shara Hughes, Metroquadro, Rivoli
- 2008: I'll Just Have to Work With This, Galerie Mikael Andersen, Kopenhagen
  - Thank You For Hosting, Museum 52, London
- 2007: All, Most, Mine, Parts Gallery, Toronto
  - Everything, Always, Rivington Arms, New York

## Gruppenausstellungen (Auswahl)
- 2018: Seed, Paul Kasmin Gallery, New York
  - Cliche, Almine Rech Gallery, New York
  - The Lure of the Dar: Contemporary Painters Conjure the Night, Mass MoCA, North Adams
  - Jean-Marie Appriou, Martha Atienza, Dora Budor, Shara Hughes, Iman Issa, Justin Matherly, Tobias Pils, Magali Reus, Yves Scherer, Galerie Eva Presenhuber, Zürich
- 2017: Sun Toxic City, Galerie Haverkampf, Berlin
  - Whitney Biennale, The Whitney Museum of Art, New York
  - Drawing Island, The Journal Gallery, New York
- 2016: If Only Bella Abzug Were Here, Mark Straus Gallery, New York
  - Pipe Dreams, Rachel Uffner Gallery, New York
  - All Tomorrows Parties, Hathaway David Contemporary, Atlanta
- 2015: Abstract Horizons; Shara Hughes, Rebecca Morris, Caragh Thuring, Gredier Contemporary, Zürich